# 日本交通 (大阪府)
日本交通株式会社（にほんこうつう、英：Nihon Kotsu Co.,Ltd.）は、大阪府大阪市西区新町3丁目14番13号に本社を置き、大阪府・兵庫県・奈良県でバス・ハイヤー・タクシーの各事業を中核に総合交通サービスを展開する旅客自動車運送事業者である。略称は「日交（にっこう）」。
タクシー事業では大阪府内最大規模。朱色の楕円に「日交」の文字が入ったシンボルマークが目印。
ガンバ大阪、セレッソ大阪、大阪エヴェッサのオフィシャルバスを持っており、高速バスと兼用している。そのため高速バスの路線網を展開する鳥取県内でも時々、この車両を見かけることがある。

## 歴史
- 1926年（大正15年）3月 澤春蔵（鳥取県岩美郡大岩村（現在の岩美町）出身）が澤タクシーを創業。
- 1941年（昭和16年）2月28日 澤タクシーを母体として戦時統合により日本交通を設立。
- 1953年（昭和28年）9月 大阪で貸切バス事業を開始。
- 1964年（昭和39年）10月 全国初のトイレ付観光バスを導入。
- 1966年（昭和41年）3月 グループ会社である日本交通 (鳥取県)が山陰特急バス運行開始（米子～倉吉～鳥取～大阪間）。
- 1975年（昭和50年）3月 大阪で特定バス事業を開始。
- 1995年（平成7年） 8月 大タクを傘下におさめる。
- 1998年（平成10年）12月21日 日本交通 (鳥取県)から大阪支社を移管。山陰特急バスの運行に参入。
- 2000年（平成12年）12月 関西空港リムジンを傘下におさめる。
- 2005年（平成17年）4月 京都交通を傘下におさめる。
- 2007年（平成19年）8月 リーガロイヤルホテルより子会社のリーガロイヤルリムジン（ハイヤー部門）の株式を100%取得し傘下におさめ、エクセル・リムジンサービスとして社名変更し、事業を開始。
- 2010年（平成22年）12月13日 - 弁天町バスターミナル廃止（営業は前日の12日まで）。
- 2011年（平成23年）12月 貸切バス安全性評価認定制度の認定を受ける。
- 2012年（平成24年）12月20日 - 西日本ジェイアールバスと車両調達の受委託契約を締結[1]。

## 営業所（車庫）の所在地

### タクシー

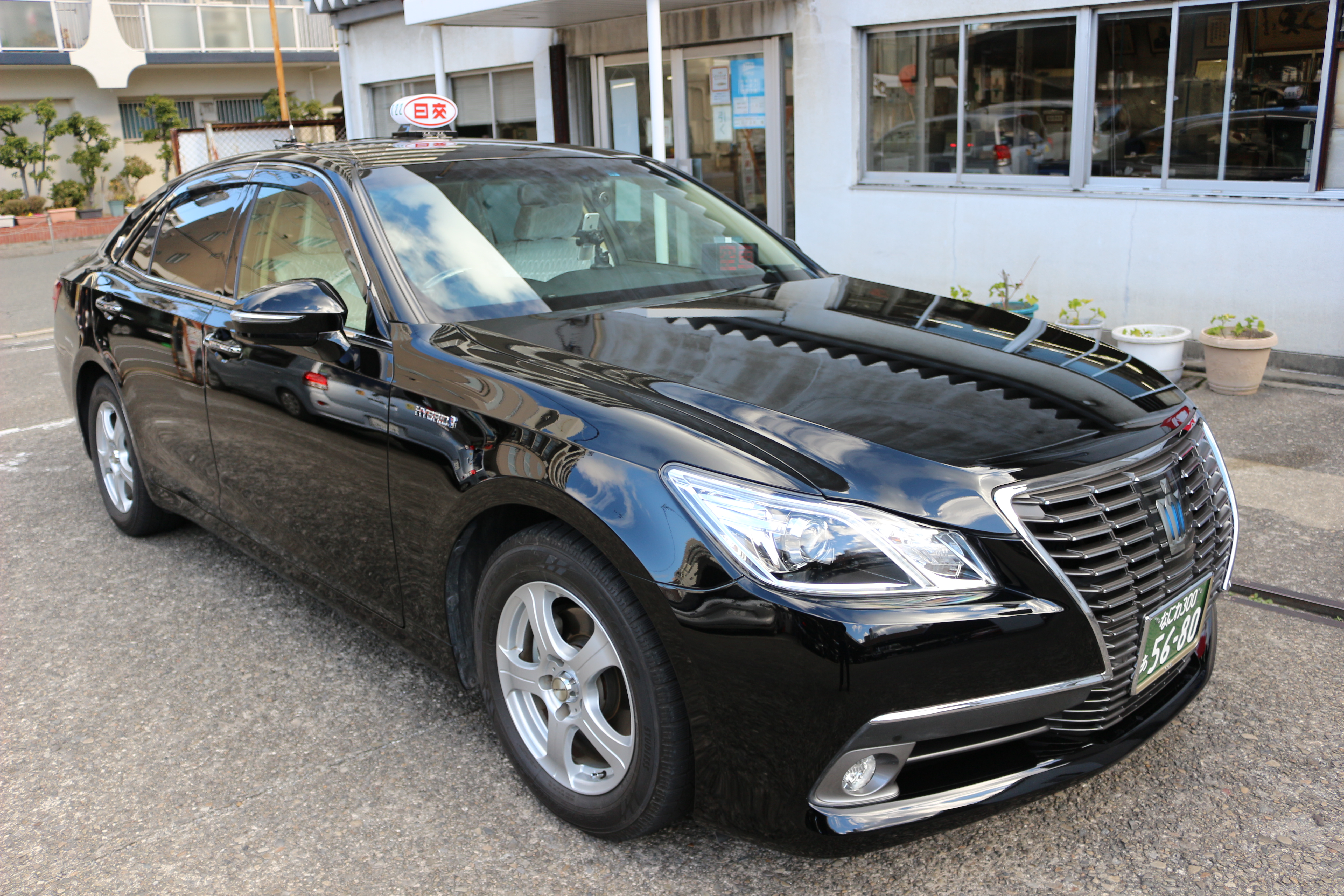
日本交通・タクシー

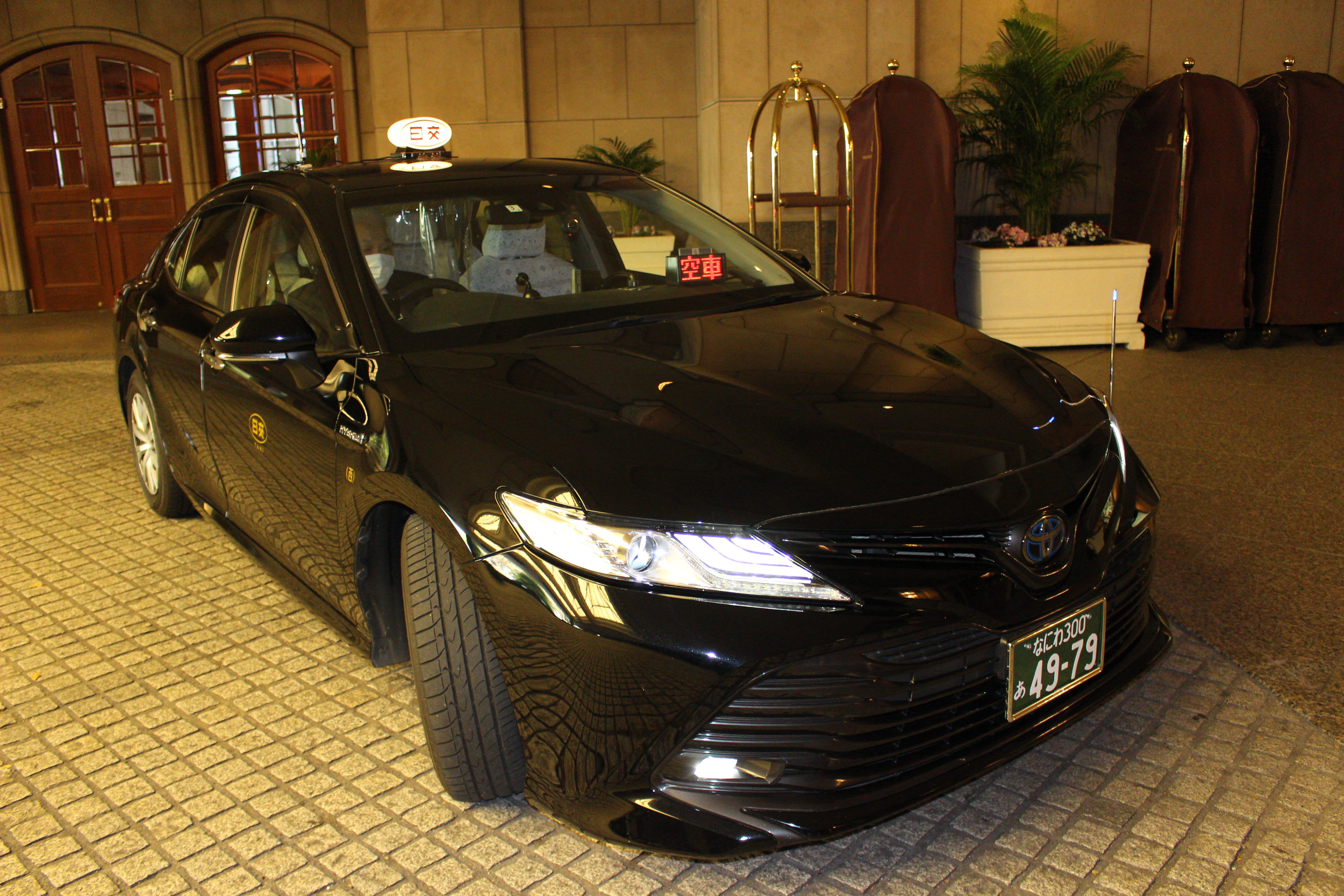
日本交通・タクシー

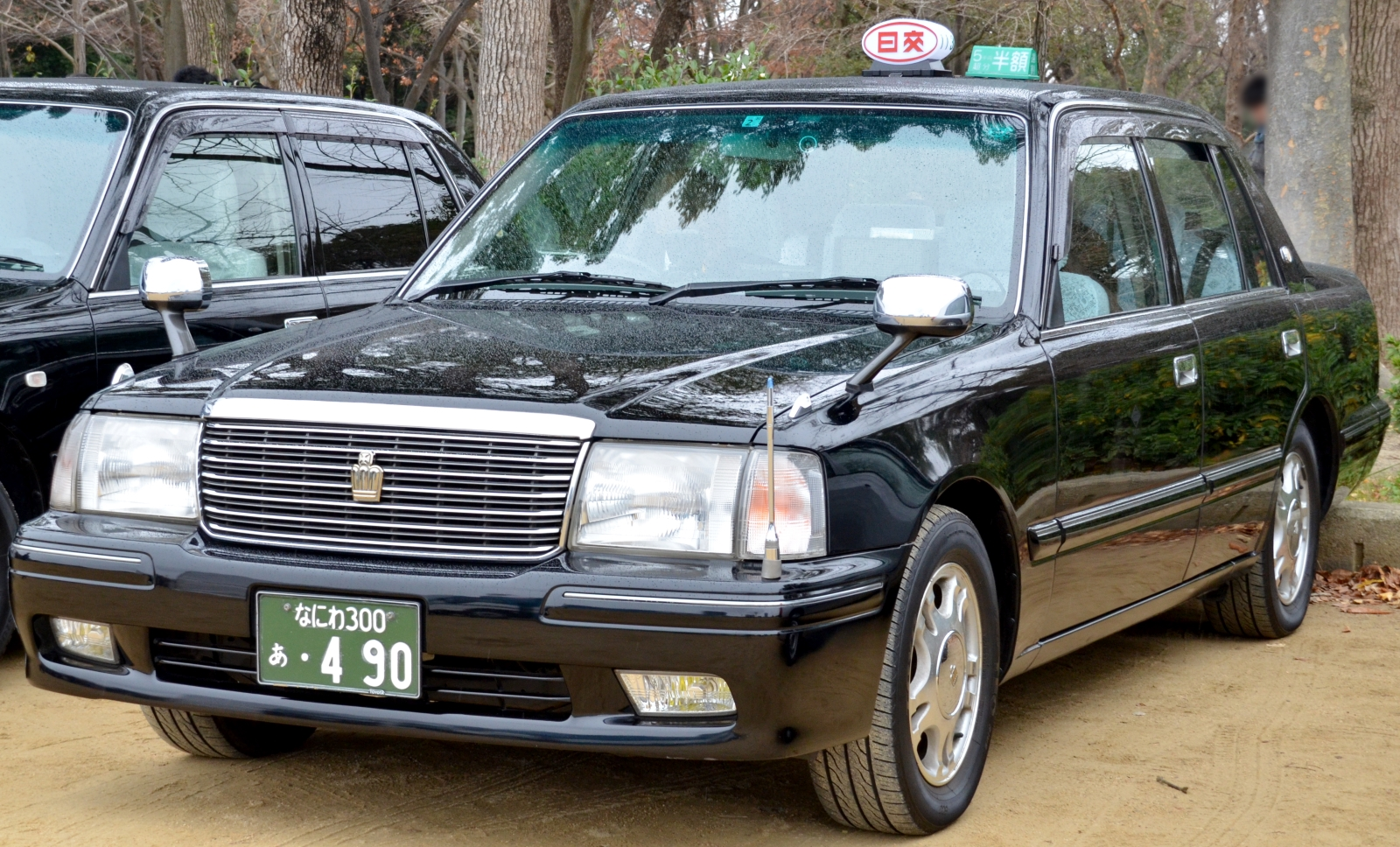
日本交通・タクシー

本社、港、平野（廃止）、東住吉の各営業所はなにわナンバー、池田、豊中、吹田の各営業所は大阪ナンバー、堺営業所は堺ナンバー（ただし、2006年10月6日以前に登録された車両は和泉ナンバー）、泉佐野営業所は和泉ナンバー、尼崎営業所は神戸ナンバー、京都営業所は京都ナンバー。
- 本社営業所（日本交通株式会社大阪と共用）
  - 大阪府大阪市西区新町三丁目14番13号
- 港営業所（日本交通株式会社大阪）
  - 大阪府大阪市港区弁天二丁目10番6号
- 平野営業所（廃止）
  - 大阪府大阪市平野区喜連東三丁目11番45号
- 東住吉営業所
  - 大阪府大阪市東住吉区杭全五丁目13番12号
- 池田営業所
  - 大阪府池田市住吉二丁目13番2号
- 豊中営業所（吹田交通株式会社と共用）
  - 大阪府豊中市庄内宝町二丁目10番1号
- 吹田営業所（吹田交通株式会社）
  - 大阪府吹田市泉町三丁目19番9号
- 堺営業所（堺日本交通株式会社）
  - 大阪府堺市堺区九間町西一丁1番23号
- 泉佐野営業所
  - 大阪府泉佐野市中町四丁目5番25号
- 尼崎営業所（日本交通株式会社（兵庫））
  - 兵庫県尼崎市稲葉元町三丁目21番15号

### ハイヤー

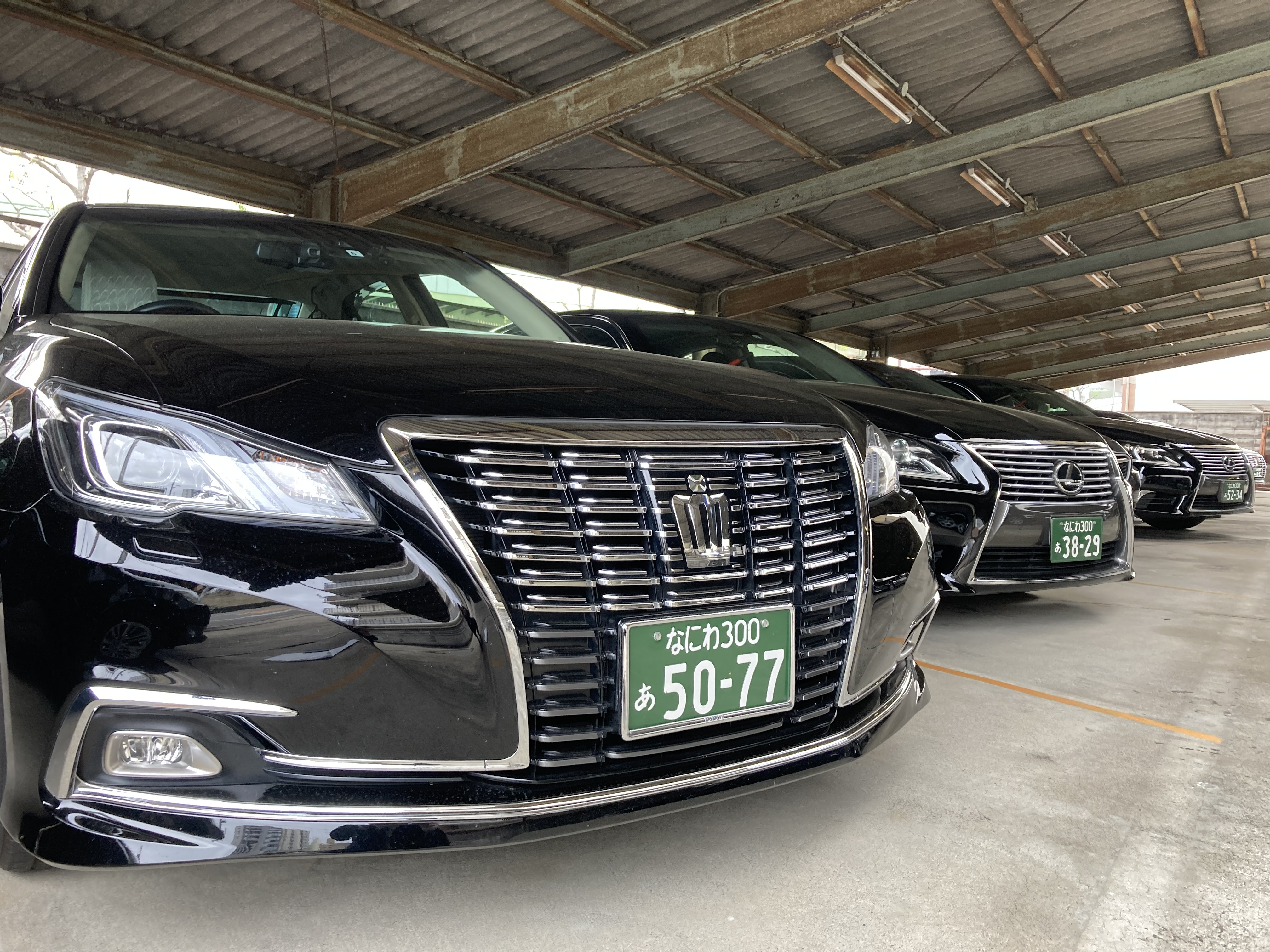
日本交通・ハイヤー

各営業所所属のハイヤー車（大型国産高級車）も複数、保有している。

### バス

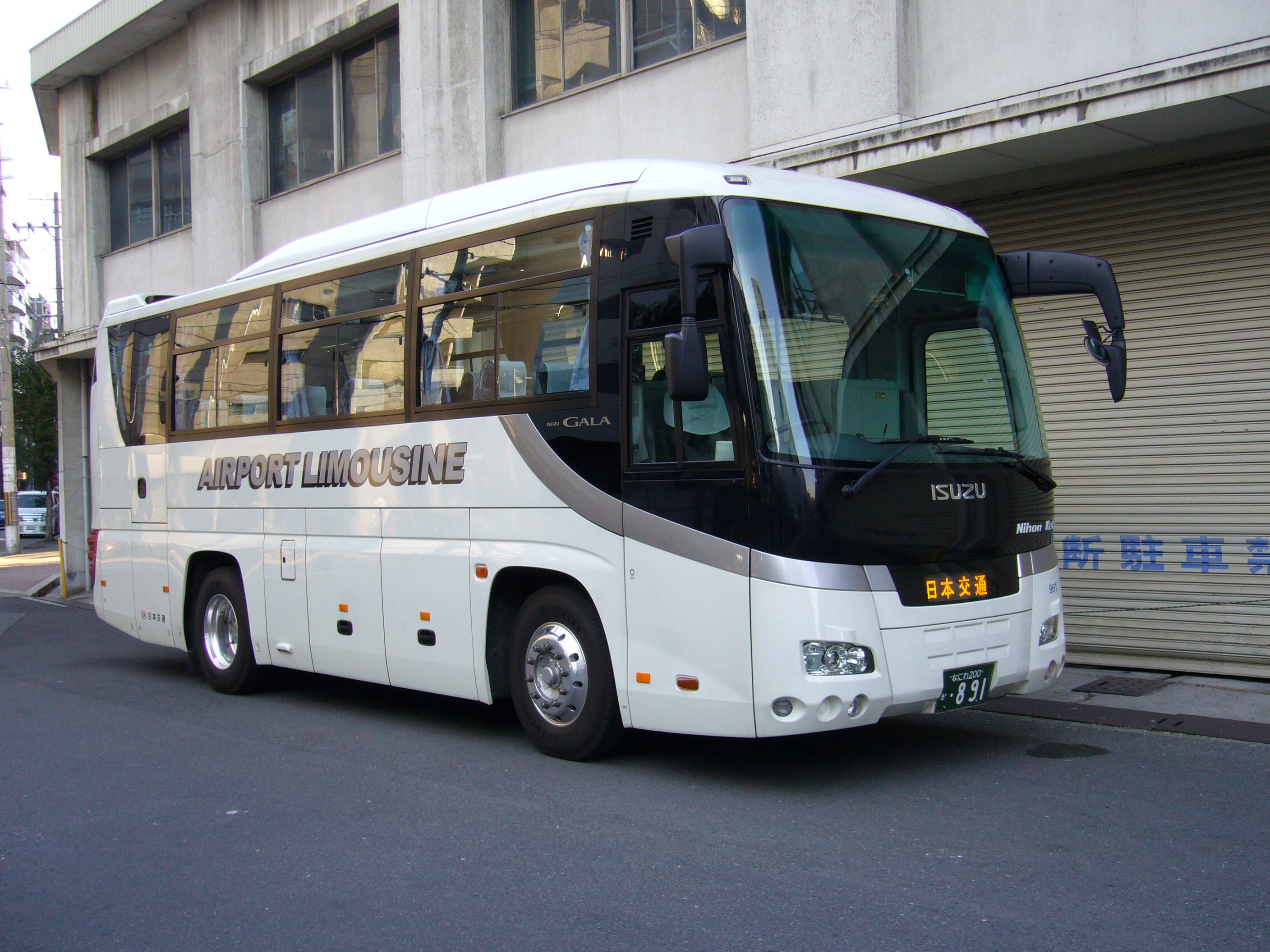
日本交通・中型バス

弁天、港の各営業所はなにわナンバー、東大阪営業所は大阪ナンバー、神戸、兵庫の各営業所は神戸ナンバー、奈良営業所は奈良ナンバー。
- 弁天営業所（旧・鳥取日交大阪支社磯路営業所、乗合は日交シティバス株式会社と共用）
  - 大阪府大阪市港区磯路二丁目23番27号
- 港営業所（旧・弁天営業所と旧・シティバス営業所を統合）
  - 大阪府大阪市港区弁天二丁目10番6号
- 東大阪営業所
  - 大阪府東大阪市宝町20番61号
- 神戸営業所（貸切は日本交通株式会社（兵庫）、乗合は日交シティバス株式会社）
  - 兵庫県神戸市中央区港島八丁目11番6号
- 兵庫営業所（貸切は日本交通株式会社（兵庫）、乗合は日交シティバス株式会社）
  - 兵庫県西宮市鳴尾浜一丁目16番2号
- 奈良営業所
  - 奈良県大和郡山市今国府町60番12号

## 主なターミナル
- 弁天町駅
- JR難波駅（大阪シティエアターミナル）

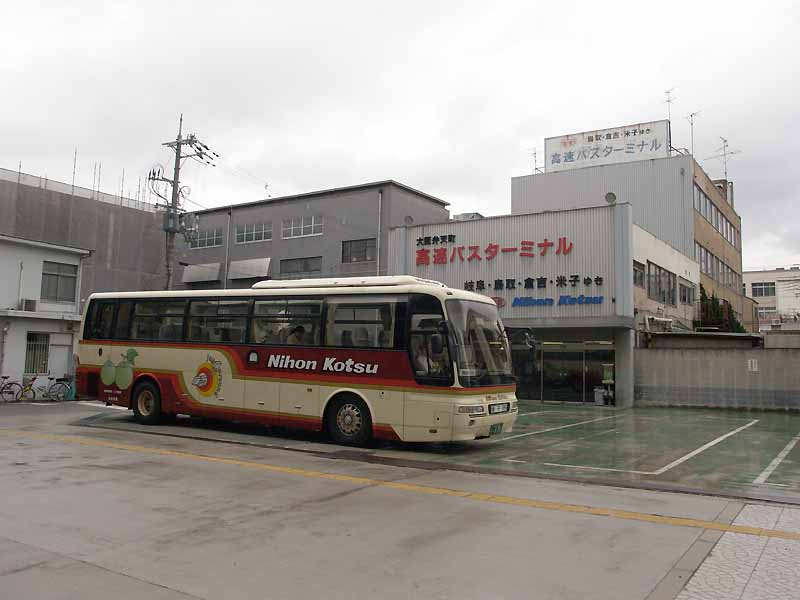
弁天町バスターミナル（廃止）

- 梅田駅（阪急三番街高速バスターミナル乗り入れ）
- 新大阪駅
- 関西国際空港
- 三宮バスターミナル（ミント神戸1F）

## 路線

### 高速バス

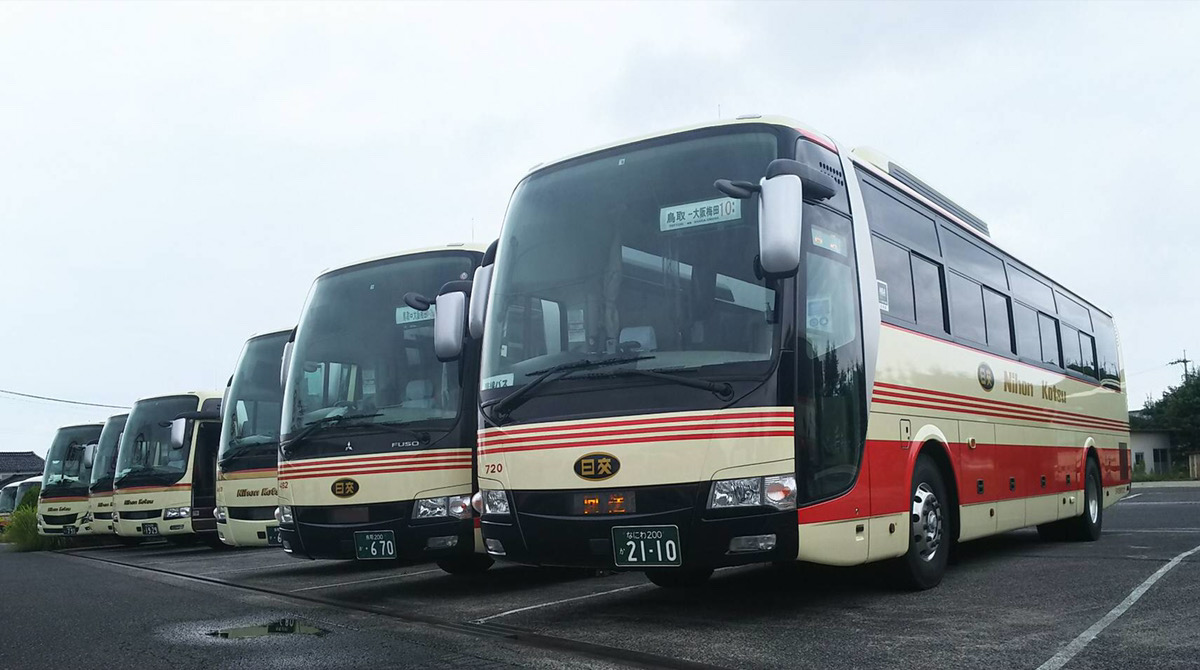
山陰特急・50周年記念・復刻デザインバス『50周年記念バス』手前２台と並ぶ、高速バス車輌

詳細な運行案内および発券業務・共同運行に関する事項は、当該記事および#外部リンクの日本交通サイトを参照のこと。
- 山陰特急バス（大阪・神戸 - 鳥取線・昼行便）
  - USJ/弁天町・なんば(OCAT)／阪急梅田駅（阪急三番街高速バスターミナル） - 鳥取駅
- 山陰特急バス（大阪・神戸 - 鳥取・倉吉線・夜行便）
  - 弁天町・なんば(OCAT)・三宮バスターミナル - 鳥取駅・倉吉駅
- 山陰特急バス（大阪・神戸 - 倉吉線・昼行便）
  - 弁天町・なんば(OCAT) - 倉吉バスセンター
- 山陰特急バス（大阪 - 米子線・昼行便）
  - USJ／弁天町・なんば(OCAT)／阪急梅田駅（阪急三番街高速バスターミナル） - 米子営業所・境港駅
- 山陰特急バス（大阪・神戸 - 米子線・夜行便）
  - 弁天町・なんば(OCAT)・三宮バスターミナル - 米子営業所

### 空港リムジンバス

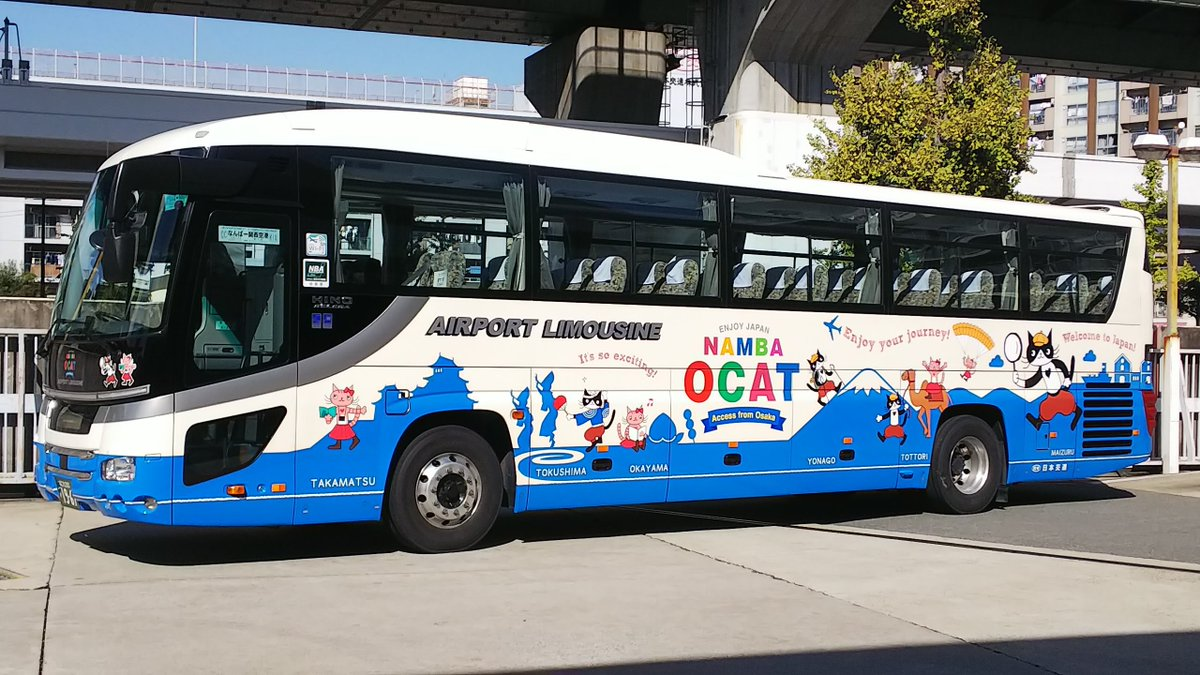
日本交通・空港リムジンバス

詳細な運行案内および発券業務・共同運行に関する事項は、当該記事および#外部リンクの日本交通サイトを参照のこと。
- 関西国際空港リムジンバス(OC)
  - なんば(OCAT) - 関西国際空港

### 過去の路線
- 定期観光バス - 弁天町・湊町BTから南港ATC、関西国際空港、空中庭園などを回るコースで、1日コースと半日コースがあった。1995年3月16日から運行[2]したが運行終了。

## 車両
- タクシーはトヨタ自動車製を使用する。創業時は自社工場でタクシーを製造していたこともある。塗装は黒1色で日交のマークが付く。
- バスは、三菱ふそう製がメインだが、グループ会社を含め、現在は国内4メーカー（他に日野自動車、いすゞ自動車、日産ディーゼル（当時、現「UDトラックス」））が揃う。

### 車両無線番号

#### バス
日交グループ近畿地区各社（日本交通 (大阪府)・日交シティバス・京都交通）のバス車両には各営業所別に車両無線番号が割り振られている。
- 東大阪営業所 100 - 170番台
- 奈良営業所 180 - 190番台
- 弁天営業所（日交シティバスを含む） 300 - 390、700 - 790、950 - 990番台
- 港営業所 500 - 590番台
- 神戸営業所・兵庫営業所（日交シティバスを含む） 600 - 690番台
- 京都交通 800番台
  - 舞鶴営業所 800 - 860番台
  - 福知山営業所 870 - 890番台

転属を行った場合は無線機の番号も変更される。

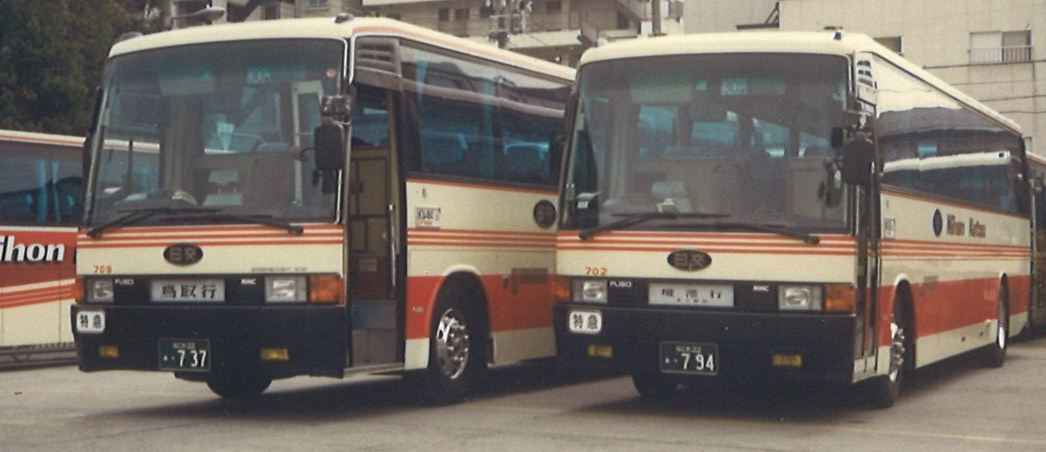
出発を待つ、山陰特急バス（過去の車輌）
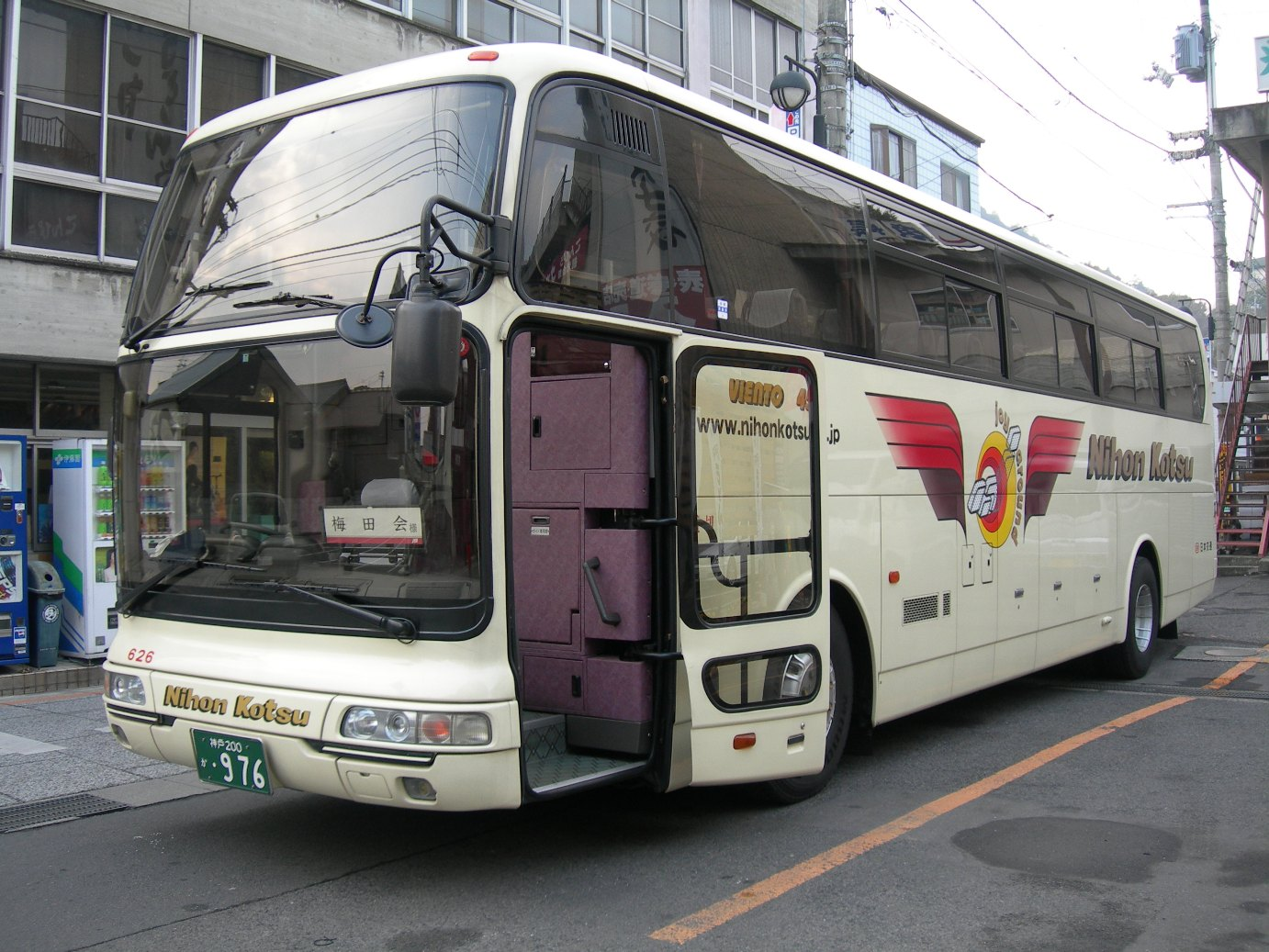
貸切車の中二階建バス（過去の車輌）
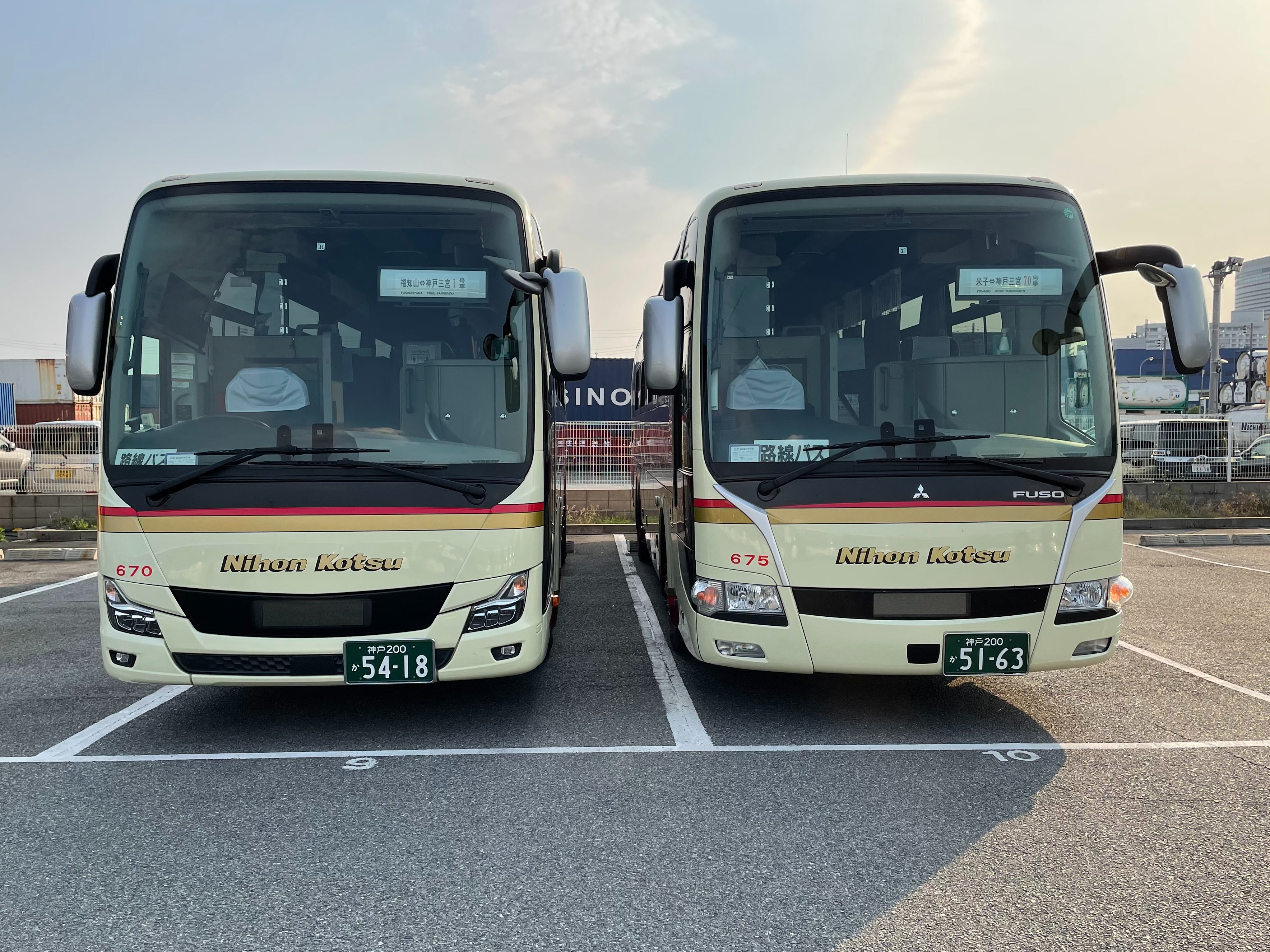
神戸営業所で並ぶ、最新の高速車
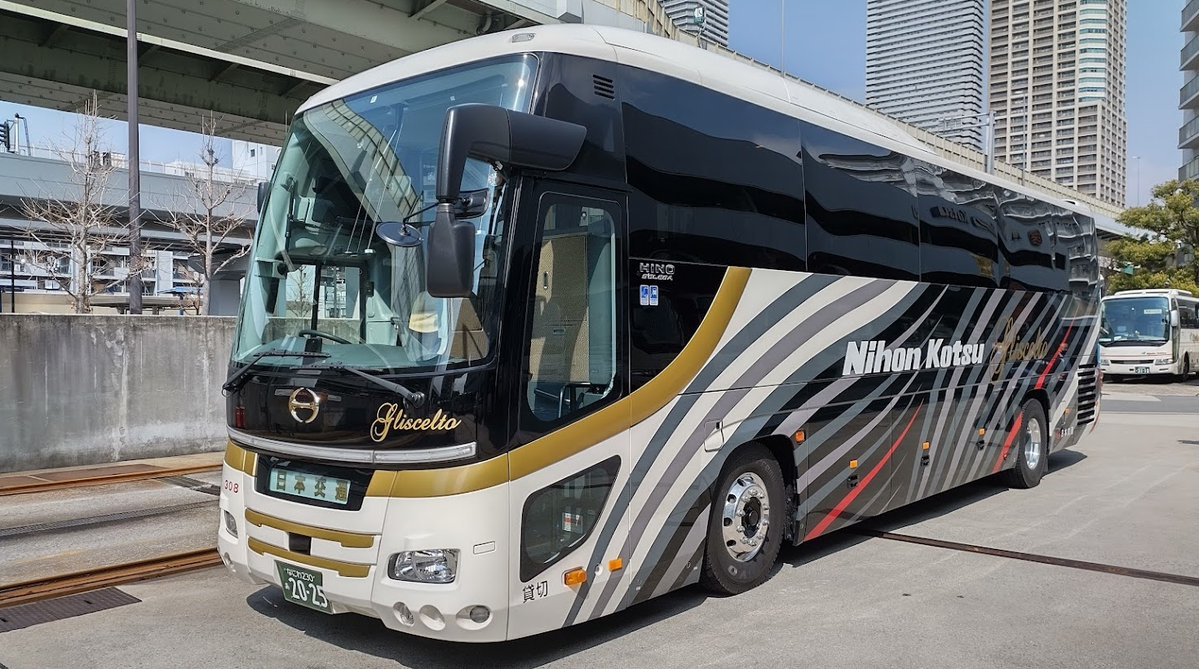
最高級貸切車（２列）・グリシエント
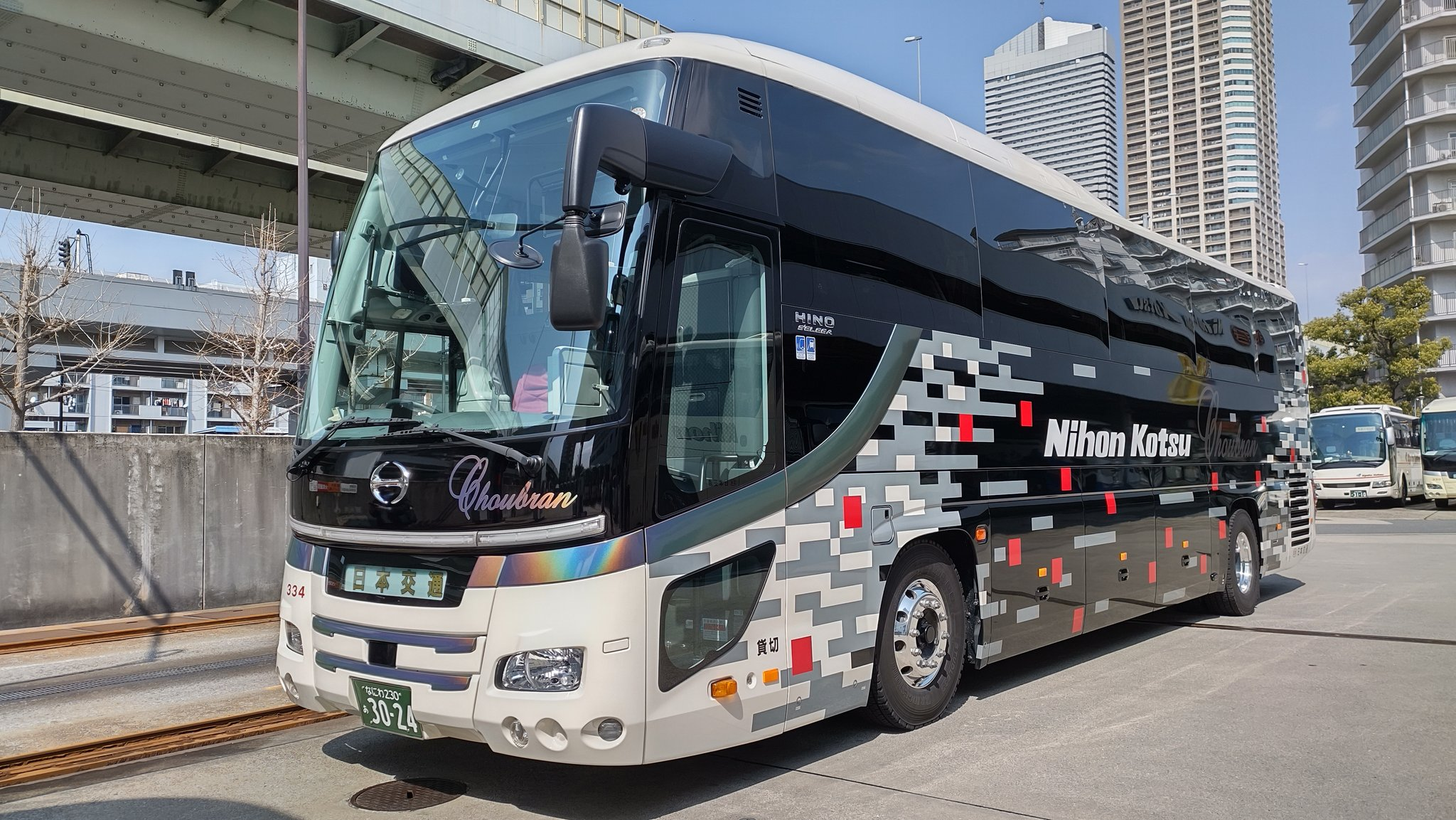
高級貸切車（３列）・シュプラン

## 関連会社
- 日交シティバス(株)
- 日本交通(株)大阪
- 堺日本交通(株)
- 大タク(株)
- 関西空港リムジン(株) ※以前は全日空グループ。
- (株)エクセル・リムジンサービス ※以前はリーガロイヤルホテルグループ。
- 吹田交通(株)
- 日本交通 (神戸市)(株)
- 日本交通 (三田市)(株)
- 日本交通 (豊岡市)(株)
- 日本交通 (京都市)(株)
- 日本交通 (福知山市)(株)
- 京都交通 (舞鶴)(株)
- 日本交通 (鳥取県)(株)
- 鳥取自動車(株)
- 中央タクシー(株) (鳥取県)
- 倉吉交通(株)
- 日野交通(株)
- 西伯タクシー(株)
- 日本交通 (島根県)(株)
- 島根日本交通(株)
- (株)クラウンタクシー (島根県)
- 鳥取県中央自動車学校
- (株)日交トラベル (大阪市)
- (株)日本交通旅行社
- 鳥取砂丘大山観光(株)
- 日交商事(株)
- 日交整備(株)

### 過去の関連会社
- 日交協和(株) (和歌山市)

## 同名の会社について
- 現地での通称は日交（にっこう）であるが、上記3府県をはじめ、創業者の出身地である鳥取県や島根県、京都府、兵庫県にも同名の法人が個別にグループ企業として存在するため、部内では区別のため大阪日交とも称される。
- 東京都にある日本交通（通称「日交」。桜に「N」マーク）は沿革、資本関係、人事交流など一切無関係の別会社である〈オーナーは川鍋家〉。ただし、タクシーチケットの一部は相互に使用ができる。2014年には東京の日本交通が大阪に子会社を設置して進出したため、同名の別グループ（東京の川鍋一族系と関西および山陰の澤一族系）が競合する形になった。混同を避けるため東京（川鍋）側が商号を「東京・日本交通株式会社」としたほか、川鍋側のグループ（買収および提携）に入った関西地区の各社により「日本交通グループ関西」を形成している。
- 名古屋市にあった日本交通は、地元の毎日タクシーグループ傘下にあり、全く関係がない。2022年4月をもって同グループの毎日交通を存続会社にタクシー事業4社を統合し毎日タクシーグループ株式会社に改めたが、2024年1月に自己破産し倒産した。
- そのほか、宮城県（グリーンキャブ仙台支社が運営する日交タクシー）、山口県、福岡県（いずれも日本交通産業が運営する日本交通）、沖縄県（日本交通）にもあるが全く関係ない。